# Człowiek z dwoma mózgami
Człowiek z dwoma mózgami (oryg. The Man with Two Brains) – film z 1983 roku w reżyserii Carla Reinera.

## Fabuła
Doktor Hfuhruhurr, którego nazwisko wzbudza rozbawienie wszystkich, jest najlepszym na świecie ekspertem od mózgów. Pewnego dnia przez przypadek potrąca nieznajomą kobietę i tylko dzięki swoim kontrowersyjnym umiejętnościom ratuje jej życie. Wkrótce też zaczyna żywić do niej uczucia. Szybko jednak przekonuje się, że jego wybranka to sprytna intrygantka.

## Obsada
- Steve Martin – Dr Michael Hfuhruhurr
- Kathleen Turner – Dolores Benedict
- Earl Boen – Dr Conrad
- Randi Brooks – Fran
- Jeffrey Combs – Dr Jones
- David Warner – Dr Necessiter